# Good Hope (Illinois)
Good Hope es una villa ubicada en el condado de McDonough en el estado estadounidense de Illinois. En el Censo de 2010 tenía una población de 396 habitantes y una densidad poblacional de 523,62 personas por km².

## Geografía
Good Hope se encuentra ubicada en las coordenadas 40°33′27″N 90°40′32″O / 40.55750, -90.67556. Según la Oficina del Censo de los Estados Unidos, Good Hope tiene una superficie total de 0.76 km², de la cual 0.76 km² corresponden a tierra firme y (0%) 0 km² es agua.

## Demografía
Según el censo de 2010, había 396 personas residiendo en Good Hope. La densidad de población era de 523,62 hab./km². De los 396 habitantes, Good Hope estaba compuesto por el 98.74% blancos, el 0% eran afroamericanos, el 1.01% eran amerindios, el 0% eran asiáticos, el 0% eran isleños del Pacífico, el 0% eran de otras razas y el 0.25% pertenecían a dos o más razas. Del total de la población el 2.53% eran hispanos o latinos de cualquier raza.